# 伊爾申巴赫河
49°01′15″N 12°42′16″E / 49.020751°N 12.70453°E
伊爾申巴赫河（德語：Irschenbach），是德國的河流，位於該國東南部，由巴伐利亞負責管轄，屬於梅納赫河的右支流，河道全長2.9公里，流域面積4.8平方公里。